# 坎帕内特
坎帕内特（西班牙语）是西班牙巴利阿里群岛的一个市镇。总面积35平方公里，总人口2309人（2001年），人口密度66人/平方公里。